# Joerg Lipskoch
Joerg Lipskoch (* 1972 in Dissen bei Osnabrück, Niedersachsen) ist ein deutscher Fotograf. Sein bisher größtes Projekt sind die Menschen des 21. Jahrhunderts, angelehnt an das Projekt des Fotografen August Sander. Lipskoch lebt in Halle (Saale).

## Leben
Lipskoch studierte von 1993 bis 2001 Kunstgeschichte, Geschichte und Psychologie an der Universität Passau und der Humboldt-Universität Berlin. Anschließend eröffnete er gemeinsam mit Freunden das Fotostudio I SHOT in Berlin Prenzlauer Berg, das auch nach dem Besitzerwechsel bis heute besteht. Nach seinem Umzug nach Halle eröffnete und leitete er auch dort eine Galerie mit dem Namen °positionsgalerie, die bis 2014 bestand.
Seit 2013 arbeitet er daran, seine Serie Menschen des 21. Jahrhunderts stetig zu erweitern.
Er ist abseits von einer Vielzahl eigener Projekte als freiberuflicher Fotograf tätig.

## Ausstellungen
Seit 2007 sind Lipskochs Fotos regelmäßig Teil verschiedener Ausstellungen gewesen – in Berlin, Halle, Merseburg, Köln, Frankfurt (Main) und Dessau.
- 2007: K1, pine, Berlin – EA
- 2008: I Don’t Mind, I SHOT… Studio Berlin – Einzelausstellung
- 2009: Große Kunstausstellung, Kunsthalle Villa Kobe, Halle (Saale)
- 2010: Three Voices In My Head, Freies Museum Berlin
- 2011: Dimmed, FOR IMPACT Galerieraum, Halle (Saale) – Einzelausstellung
- 2012: Not Acting, Galerie Roscher, Berlin
- 2012: Positionen #1, °positionsgalerie, Halle (Saale)
- 2012: Positionen #3, °positionsgalerie Halle (Saale) – Einzelausstellung
- 2013: … wie es ist, °positionsgalerie Halle (Saale) – Einzelausstellung
- 2013: generell frisch, Stadtmuseum, Halle (Saale)
- 2014: Präsentation einer Auswahl der „Menschen des 21. Jahrhunderts“ im Begleitprogramm der Ausstellung „August Sander – Meisterwerke und Entdeckungen“, Die Photographische Sammlung | SK Stiftung Kultur, Köln
- 2015: Schnongs auf Hitsche – Kunst und Alltag in Mitteldeutschland, Schlossgartensalon Merseburg
- 2016: Mit anderen Augen – Das Porträt in der zeitgenössischen Fotografie, Die Photographische Sammlung | SK Stiftung Kultur, Köln
- 2016: (Übernahme) Mit anderen Augen – Das Porträt in der zeitgenössischen Fotografie, KunstKulturQuartier Nürnberg
- 2016: Ich will nicht nach Berlin, Kunststiftung des Landes Sachsen-Anhalt, Halle (Saale)
- 2016: Das Tier im Blick. Eine Erinnerung an Juliane Noack, Kunststiftung des Landes Sachsen-Anhalt, Halle (Saale)
- 2016: BerufsBilder – Positionen zeitgenössischer Porträtfotografie, Neue Galerie Dachau
- 2017: Ortsgedaechtnis, Stadt der Sterblichen, Halle (Saale) – Einzelausstellung
- 2019: Mein Bild zum Buch. Hessische Literatur im Blick, Haus am Dom, Frankfurt
- 2019: Menschen des 21. Jahrhunderts, Offener Kanal Dessau – Einzelausstellung
- 2020: Menschenbilder, Anhaltische Gemäldegalerie Dessau
- 2023: Menschen des 21. Jahrhunderts, Literaturhaus Halle – Einzelausstellung[2]

## Publikationen
- 2009: Wohin mit den Göttern? (Begleitbuch der Theaterinszenierung)
- 2015: Schnongs auf Hitsche (Ausstellungskatalog)
- 2016: Mit anderen Augen – Das Porträt in der zeitgenössischen Fotografie (Ausstellungskatalog)
- 2016: Juliane Noack. Contemporary Jewellery, Sculpture & Object, Intervention. + Mit Jule. Eine Porträtserie von Matthias Behne & Joerg Lipskoch (Katalog)
- 2023: Menschen des 21. Jahrhunderts (Ausstellungskatalog)[2]

## Auszeichnungen
2009 erhielt Lipskoch den Kunstpreis der Kunsthalle Villa Kobe in Halle (Saale).

## Mitgliedschaft
Seit 2012 ist Lipskoch Mitglied des Bundesverbands Bildender Künstlerinnen und Künstler (BBK).

## Weiterführende Links
- https://www.lipskoch.com/
- https://www.menschen-des-21-jahrhunderts.de/
- http://www.ortsgedaechtnis.de/
- https://instagram.com/joerglipskoch